# Dresdner Seifenstein

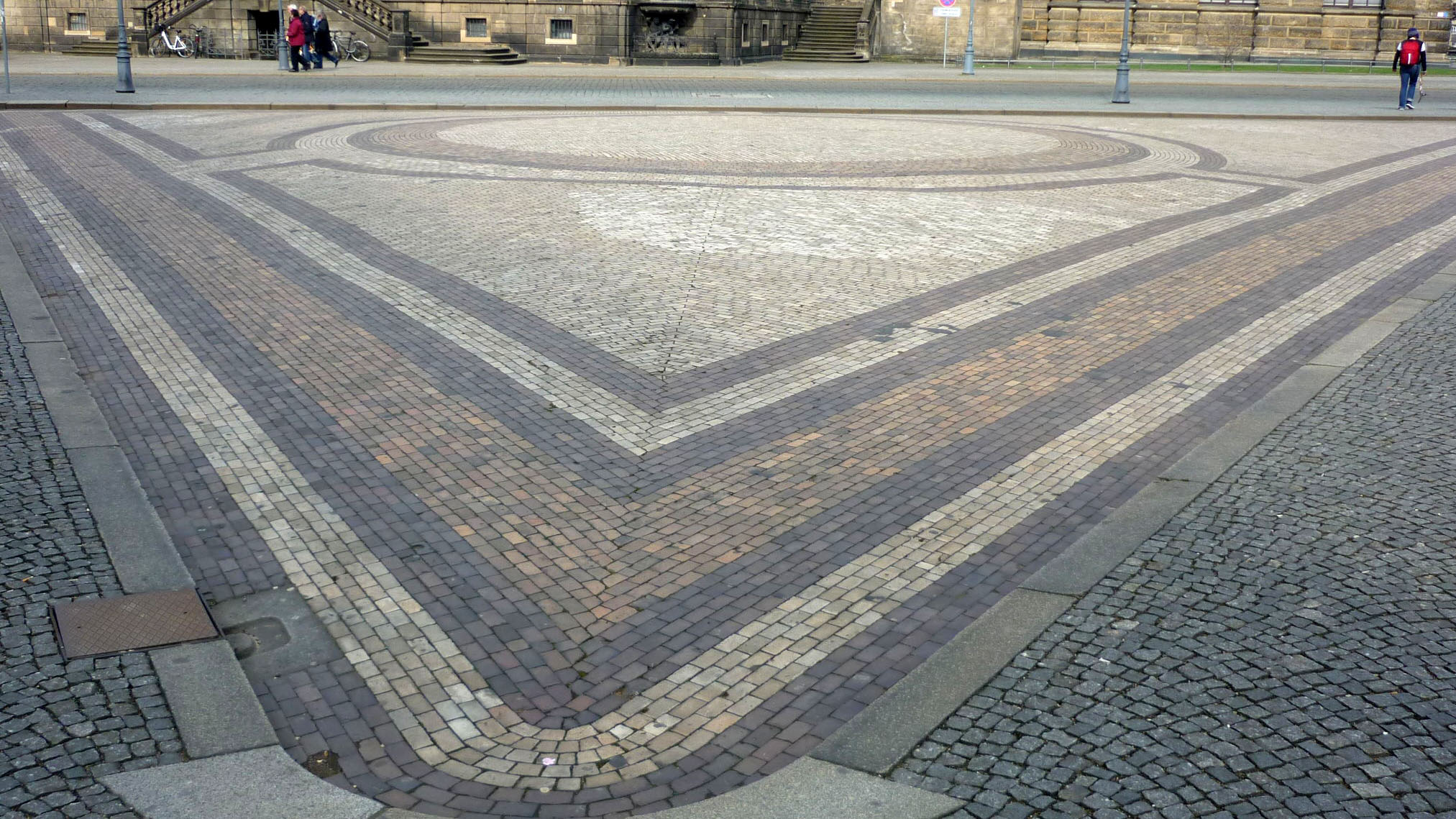
Mosaikpflasterung am Taschenberg in Dresden

Der Dresdner Seifenstein ist ein historischer Klinkerstein zur Gehwegpflasterung. Der zwischen etwa 1890 und 1930 produzierte Pflasterstein stammte ursprünglich von der in Buschbad bei Meißen ansässigen Ziegelei Tittelbach, die den zwischen dunkel- und hellgrau sowie dunkel- und hellrot aus dem Brennofen kommenden Klinker als „Fußweg-Steinchen“ verkaufte, woher der heutige zweite Denkmalpflegename Meißner Fußwegsteinchen stammt. Die ursprüngliche Größe der in vielen Dresdner Gründerzeitquartieren (z. B. Löbtau, Pieschen, Trachenberge) sowie auch im Umland (z. B. in der Kötzschenbrodaer Bahnhofstraße) verbauten Steine ist 5 × 5 × 10/12 cm. Seltene Varianten waren 19 × 9,5 × 8 cm und 18 × 18 × 8 cm groß.